# Benthaster eritimus
Benthaster eritimus är en sjöstjärneart som beskrevs av Fisher 1906. Benthaster eritimus ingår i släktet Benthaster och familjen knubbsjöstjärnor. Inga underarter finns listade i Catalogue of Life.